# Associació dels Amics de l'Arbre
L'Associació dels Amics de l'Arbre és una entitat catalana fundada a Tàrrega el 1913 amb la finalitat d'ensenyar a valorar els arbres i la natura. D'antuvi es plantejava com a objectiu la plantació d'arbres a la serra de Sant Eloi amb la voluntat de convertir-la en el gran parc de la ciutat. Amb els pas dels anys l'associació ha gestionat el Parc de Sant Eloi, de 17 hectàrees, 70 varietats d'arbres i més de 20.000 arbres, que s'ha anat convertint en un gran parc d'amples passeigs de pins, alzines i oliveres. Ha dut a terme nombroses iniciatives per a conscienciar els ciutadans de la importància del medi natural com a part del patrimoni nacional i cultural. El 1995 va rebre la Creu de Sant Jordi de la Generalitat de Catalunya. El 2013, en la celebració del centenari, van inaugurar una placa en record dels alumnes que van plantar els arbres del Parc de Sant Eloi. El 2016 l'entitat va impulsar una campanya de captació de diners per poder fer diverses intervencions a l'ermita del Parc de Sant Eloi de Tàrrega.